# Banu Isam
De Banu Isam was een Berberse moslimdynastie die vier generaties lang regeerde over Ceuta, in het huidige Spanje. De stad was tijdens een opstand verwoest. Ergens in het midden van de 9e eeuw vestigde Mâjakas, leider van de Berberse Majkasa-stam, het opnieuw en stichtte een dynastie die de stad regeerde totdat de Omajjaden het in 931 overnamen.
De koningen waren:
- Mâjakas
- 'Isâm, zoon van Mâjakas
- Majîr, zoon van `Isâm
- Ridâ, zoon van `Isâm (? -931), die trouw betoonde aan de Idrisiden, maar de stad overgaf aan de Omajjaden toen de Idrisidische hoofdstad viel